# Lokomotiva T 200.4
Lokomotiva T 200.4 je malá dieselelektrická posunovací lokomotiva, která vznikla v letech 1956–1957 přestavbou starší vlečkové lokomotivy Deutz v lokomotivním depu ČSD Nymburk s určením pro výtopenský posun. Vyřazena byla roku 1964, na vlečce dojezdila v 70. letech.  

## Vznik a výroba
Původní lokomotivy firemního typu C XIV R vyráběla továrna Motorenfabrik Deutz v německém Kolíně nad Rýnem mezi lety 1911 až 1926 ve více variantách v počtu 149 kusů. Byly to jednoduché dvounápravové lokomotivy rubustní konstrukce, typicky s lihovým nebo benzinovým motorem Otto o síle 30–35 koní a s mechanickým přenosem výkonu (tj. uspořádání B bm). Několik strojů bylo prodáno i vlečkařům v Československu.

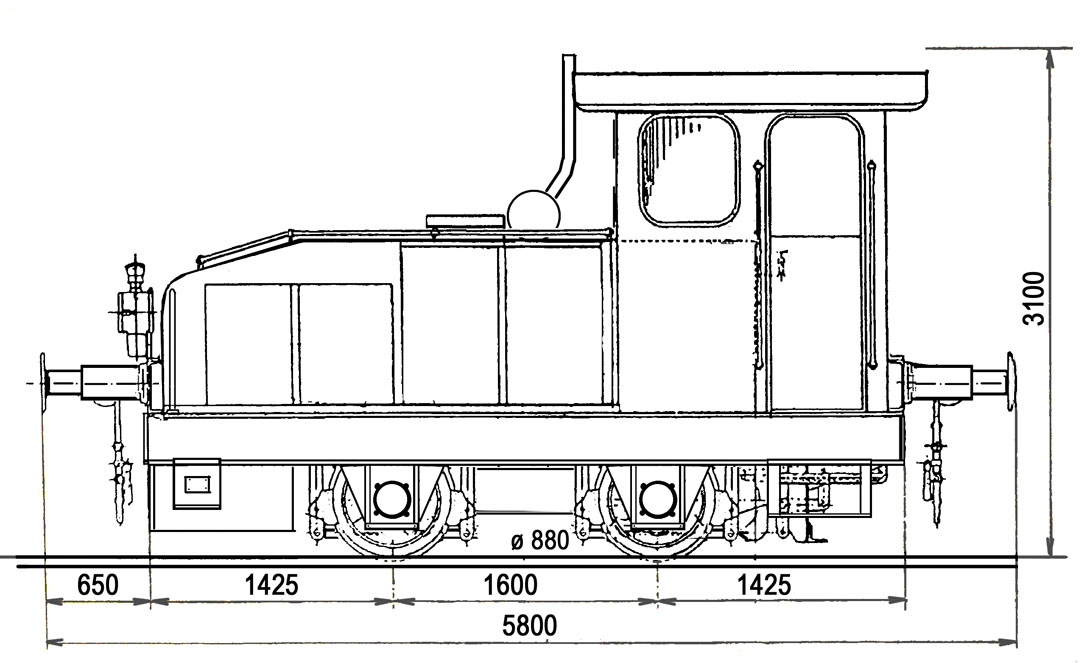
Typový náčrt lokomotivy T200.401, dle stavu v 70.letech

Lokotraktor výrobního čísla 3641 měl být roku 1919 z výroby dodán firmě Leykam-Josefsthal pro papírnu v Gratweinu u Štýrského Hradce. Jeho další osud není znám. V roce 1956 byl Československými státními drahami odkoupen od n.p. Kovošrot a v LD Nymburk přestavěn vlastními silami na dieselelektrický. Dosazen byl nový motor Tatra T 301, použita elektrovýzbroj Škoda ze zrušeného motorového vozu M 232.0, zesílen rám, přidány písečníky, osazena tlaková brzda. Stroj byl opatřen jasně modrým nátěrem s bílým olemováním, střecha a spodek byly černé. Pro provoz na posunu v depu byl schválen roku 1957.

## Provoz
Lokomotiva krátce sloužila na topírenském a staničním posunu v Nymburce, později v LD Ústí nad Labem. Na počátku 60.let byla používána k vedení pracovních vlaků při obnově trati v úseku Kořenov – Harachov. Roku 1964 byla prodána na vlečku teplárny Holešovice, v 70. letech jezdila i v michelské teplárně.

## Zachované lokomotivy

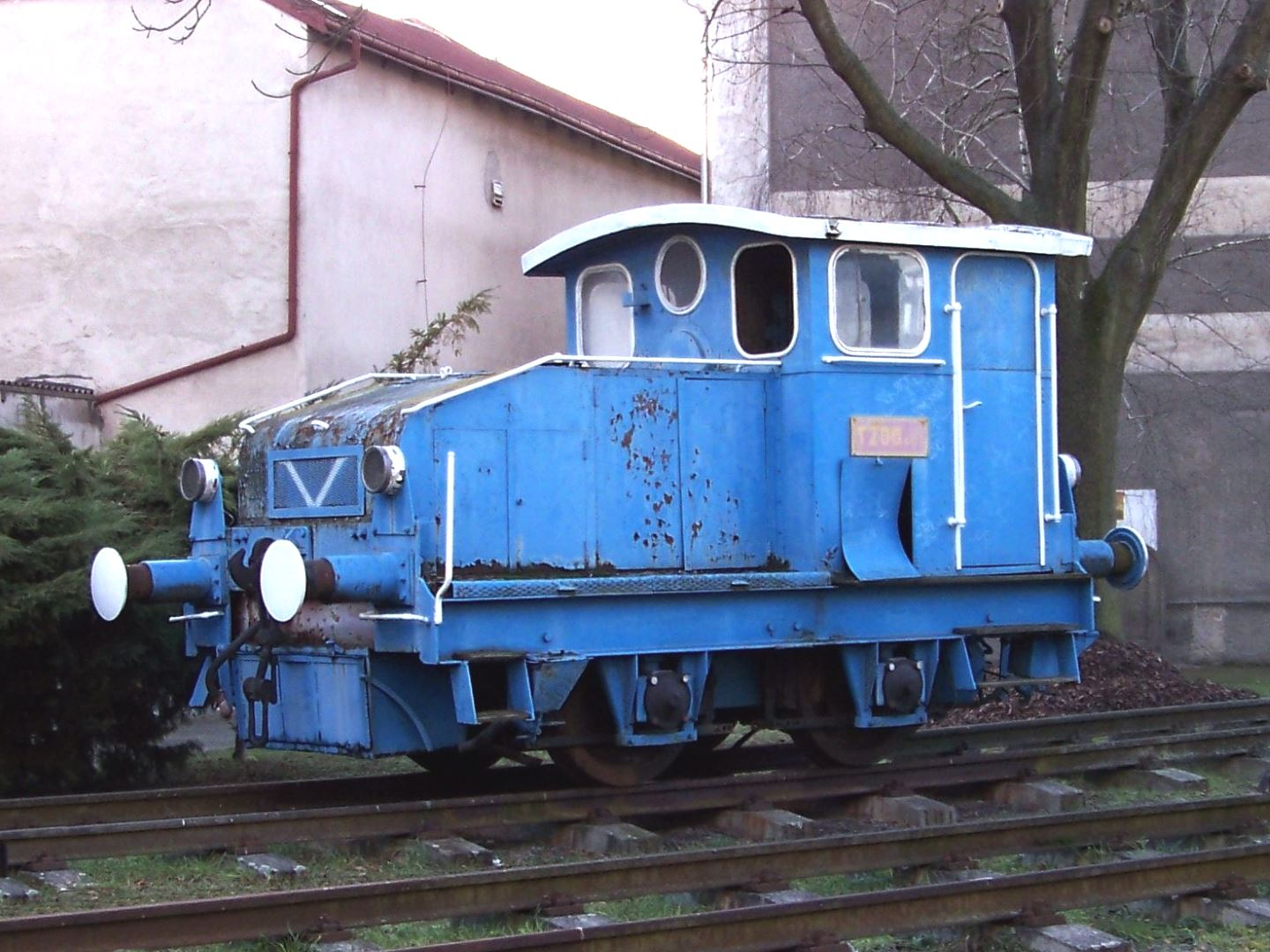
T200.401 jako exponát OVM Nymburk, 2012

Lokotraktor T 200.401 získalo v 80. letech do sbírek Vlastivědné muzeum v Nymburce.
Lokomotivy Deutz C XIV R jsou zachovány jako exponáty v dalších železničních sbírkách, především v Německu:
- výrobní číslo 1246/13: Eisenbahnmuseum Bochum, Německo (provozuschopná)
- výrobní číslo 2692/17: BEM - Bayerisches Eisenbahnmuseum Nördlingen, Německo
- výrobní číslo 3867/20: Le Musee de l´Industrie, Charleroi-Marcinelle, Belgie
- výrobní číslo 4169/21: pomník, Schwerte-Westhofen, Německo
- výrobní číslo 6280/22: Süddeutsches Eisenbahnmuseum Heilbronn, Německo